# یوسف هانی بلان
یوسف هانی بلان (انگلیسی: Yousef Hani Ballan؛ زادهٔ ۹ دسامبر ۱۹۹۶) یک ورزشکار است.